# Dinastija Han
Dinastija Han (kineski: 漢朝, pinyin: Hàn Cháo) je kineska dinastija koja je vladala Kinom od 206. pr. Kr. do 220. godine. Ona predstavlja zlatno doba u kineskoj umjetnosti, politici i tehnologiji, a po moći i veličini oko 100. godine bila je ravna Rimskom Carstvu.

## Odlike
Dinastija Han je bila carska dinastija koja je ujedinila Kinu nakon pada dinastije Qin ( Ch'in ). Jedna značajka dinastije Han jest dugovječnost. Među najdugotrajnijim kineskim velikim dinastijama, uz kraći je prekid opstala više od četiri stoljeća. Od svojeg osnutka 206. pr. Kr., država dinastije Han bila je moćna i utjecajna u istočnoj Aziji koliko je to na zapadu bilo Rimsko Carstvo, njezin približan suvremenik. Dinastija Han je poznata kao zlatno doba kineske filozofije.
Tijekom svoje 426 godina duge vladavine, dinastija Han je stvorila mnoge institucije koje su izdignule Kinu. Proširili su granice države na tzv. barbarske teritorije, poput Rima, osobito na sjeverozapadu, gdje je njezina vojska krčila put trgovini na Putu svile, učinivši ih sličnim onima danas. I Han dinastija je iznjedrila svoju kvotu nemoćnih vladara, te se urušila u kaosu prije konačne propasti 220. godine.
Konfucionizam je bio službena državna filozofija i ujedno religija. Budizam je došao iz Indije i postao važna religija. Književnost i umjetnost su procvjetale. Poljodjelstvo se proširilo, a s njime se i populacija povećala. Sistem snažne centralne vlasti, kojeg je činila kompleksna i učinkovita birokracija, a koji se nastavio do 20. stoljeća, ima početke u dinastiji Han. Mnogi drakonski zakoni iz dinastije Qin bili su ukinuti, porezi smanjeni, a cijelo područje teritorija Han bilo je direktno pod carskom upravom. Ime Han je prvi car prilagodio imenu rijeke. Do današnjeg dana pojam Han se u Kini upotrebljava da bi se razlikovali autohtoni Kinezi od različitih rasnih i kulturnih grupa u Kini. Stoga „Han ren“ označava naziv za kineski narod. Prema obrascu kojim se služila dinastija Han - ujedinjena Kina i kontinuirana vladavina- postao je cilj svim budućim dinastijama, uključujući i onu komunističku u današnje vrijeme.

## Politička povijest

### Zapadni Han
Kako se dinastija Qin urušila pod pritiskom vojnih pobuna i ustanaka seljaka, čovjek skromnog porijekla Liu Bang (Liu Pang) postao je vođa male skupine vojnika i postupno osvajao područja. S vremenom, njegove snage su prerasle u vojsku i slijedile su nove pobjede. Zanimljivo je kako je Liu prezirao učene konfucijance, koji su nosili karakteristične šiljaste šešire. Tako je jednom prigodom, kad je sreo jednog od tih uglednika, istog trenutka dohvatio šešir s glave posjetitelja, i popišao se u nj.
Godine 206. pr. Kr., Liu se imenovao kraljem (wang) Hana, jedne od država u Qin carstvu. Do 202. godine pr. Kr. eliminirao je sve rivale i svi pripadnici dinastije Qin bili su mrtvi. Poznata je njegova izjava; „Cijeli svijet je moj!“, iako je tadašnje carsvo imalo tek pola granica današnje Kine. Zatim se proglasio carem i prisvojio si je carski naslov Gaozu. Njegova supruga je bila Carica Lü Zhi. Liu je pokorio visoko centralizirano carstvo, malo je olabavio sustav, i podijelio je carstvo na principate, kojima su vladali članovi njegove obitelji ili vojni zapovjednici koji su mu bili izuzetno privrženi. Tako su postavljeni uvjeti za povratak na feudalizam, no Liu, i vladari koji su ga slijedili, pomoću savjetnika koji su bili isključivo podređeni caru, provjeravali su svaku provinciju i upravitelja. Tako se očuvala centralna vlast tijekom dinastije. Prijestolnica mu je bila na rijeci Wei, Chang'an (današnji Xi'an) koji u prijevodu znači „vječni mir“. Gaozu je prihvatio načela konfucionizma, a ta su, da je svrha vlasti služiti onima kojima se vlada, i da car pruža dobar, pozitivan primjer, umjesto strašan i strog.
Nakon što je Gaozu mirno preminuo, naslijedio ga je Wu Di (Wu-ti) koji je vladao od 141. do 87. pr. Kr. Njegova vladavina je jedna od najslavnijih u kineskoj povijesti. Posebnu je pažnju polagao u umjetnost vladanja. Moć lokalnih upravitelja rasla je tijekom godina, ali Wu Di je radio na recentralizaciji vlasti. Tako je umjesto činovnika nasljeđenih iz Qin dinastije, koji su postavljani na položaje po rođenju, slijedeći Konfucionizam, činovnici su birani po njihovim sposobnostima, tj. kvalifikacijama. Pismeni ispiti su bili usvojeni kao mjerilo određivanja najkvalificiranijih osoba. U glavom gradu je osnovana škola za obuku vladinih časnika, a administrativna birokracija je bila sistematizirana.
Iako je osobno bio zainteresiran za magičnu stranu Daoisma, Wu Di je Konfucionizam odlučio i dalje ostaviti za glavnu religiju i filozofiju, tako što je potakao na proučavanje pet klasika Konfucionizma  (Shujing - knjiga povijesti, Shijing - knjiga poezije, Yijing - knjiga promjena, Liji - knjiga održivosti, i Chunqiu - proljetni i jesenski anali) na kojima se temeljilo učenje Konfucionizma. U pokušaju da sprovede jednu ideologiju za cijelo carstvo, Hanovci su preuzeli ideje mnogih ideoloških škola i uklopili ih u Konfucionizam.
Trgovina je cvala u vrijeme Wu Dija. Unutarnja trgovina se proširila u dugotrajnom miru koji je vladao u zemlji, niži porezi i smanjenje moći lokalnih moćnika. Wu Diovi ministri su održavali cijene konstantnim, tako da su kupovali pšenicu i kuhinjsko ulje kada su cijene bile niske i zatim ih plasirali na tržište kad bi ponestalo tih namirnica za vrijeme suše, ili slabog uroda. Kanali su se kopali i gradile su se ceste. Zemlja je bivala bogatija i snažnija, farme su bile prosperitetne, a gradovi su rasli u veličini i broju stanovnika.
Već početkom svoje vladavine, Wu Di je htio proširiti granice carstva. Na sjeverozapadu, nomadsko pleme planinskih ratnika je duže vrijeme teroriziralo sjeverozapadnu Kinu. Wu Di je poslao nekoliko vojnih ekspedicija u to područje, formirao je savez sa srednjo-azijskim plemenima, i slomio moć Xiongnu. Kad je sjeverozapad bio osiguran, Wu Di se počeo širiti na sjeveroistok, pokorivši Manđuriju i poprilično onoga što je danas Koreja. Pripojio je teritorije južno od rijeke Yangtze, kao i Annam, u sjevernom Vijetnamu. Pokorivši ono što je danas provincija Yunnan, otvorio je rutu za Burmu i Indiju. Najzanimljivija Wu Diova osvajanja su ona u centralnoj Aziji. Stavivši pod kontrolu teritorije u Ferghani (današnji Uzbekistan) i dolinu rijeke Jaxert (zvanu Syr Daria rijeka, današnji Kazahstan), toliko dalje od današnjih granica Kine, Wu Diove trupe su otvorile Put svile, dugačak 6500 km, povezujući Chang'an i Rim. Put svile je omogućio Kini da trguje s državama Perzijskog zaljeva, i istočnim Mediteranom.
Do njegove smrti, 87. pr. Kr., Wu Diovo carstvo je bilo veliko poput Rimskog Carstva koje će nastati nekoliko desetljeća kasnije pod Julijem Cezarom. Međutim, Wu Diova osvajanja imala su i efekt pražnjenja državne riznice, oštrog povećanja poreza i povećana državna kontrola ekonomije. Iako su ove mjere bile nakratko učinkovite, na duge staze su slabile dinastiju.

### Wang Mangova uzurpacija
Wu Diovi nasljednici su neko vrijeme uspjeli očuvati carstvo, ali tri slaba vladara su naposljetku omogućila carskom regentu Wang Mangu (45. pr. Kr.-23. god.) da koncentrira svu moć u svoje ruke. Wang Mang je bio član visoke obitelji koja se vjenčala u kraljevski klan.
Moć mu je sve više jačala, da bi se, naposljetku, 9. godine proglasio carem kratko-živeće dinastije Xin (xin, tj. „nova”). Iako je Mang dobio vlast ubojstvima i intrigama, bio je reformista koji je želio bolju, manje korumpiranu vladu. Zemlju koja je većim djelom bila u vlasništvu feudalaca, koji su je po astronomskim cijenama iznajmljivalji seljacima, Mang je stavio pod svoju upravu, udarajući tako u same temelje moći baruna i vlastele. Zemlja je bila podjeljena na jednake dijelove i dana farmerima koji su je kultivirali. Zatim je ukinuo ropstvo, davao bez intresne zajmove farmerima i postao vođa Konfucionističkog učenja. Dakako, ove promjene su naišle na ozbiljna protivljenja opozicije.
Feudalni baruni su osnovali savez i usprotivili se Wang Mangu. Ujedinila ih je Liu obitelj i uslijedio je građanski rat. Kako je carstvom zavladao nemir, vojna tajna društva su osnovali bande i napadala sela i gradove. Wang je vjerovao da će valjane institucije naposljetku donijeti mir Kini, ali 23. god., vojska vođena klanom Liu srušila je vrata Chang'ana, ubila Wang Manga, i ponovno uspostavila dinastiju Han.

### Istočni Han
Za vrijeme građanskog rata, stari glavni grad Chang'an je bio uništen, a obitelj Liu se preselila u glavni grad istočno od Louyanga (Lo-yang), u kojoj je današnja provincija Henan. Ime Han se opet upotrebljava, ali kineski povjesničari radije koriste izraz za dinastiju nakon Wang Manga kao Istočni ili Kasniji Han. Prvi vladar, Guangwudi (Kuang-wu-ti, 5. pr. Kr.-57.god.) povratio je sva područja carstva, i poput njegovih predaka nastavio s Konfucijskim učenjem i reformom vlasti. Nakon njegove smrti, sve češće su vladari bili mladi i umjesto njih carstvom su upravljali ministri, a u međuvremenu seljački ustanci su bivali sve češći. Naoružan Daoistički kult, ili Huangjin (žuti turbani) poticali su nemire po cijelom carstvu. Iako je dinastija nastavila svoje ime, zbrka u borbi za prevlast negirala je svaku vlast dinastije Han. Napokon, 220.godine, zadnji car Han, Xiandi (Hsien-ti), koji je postavljen na prijestolje u dobi od osam godina, formalno je abdicirao zaslugom Cao Pi (Ts'ao P'i), koji je bio sin njegova glavnog ministra. Cao Pi se proglasio prvim carem nove dinastije Wei. Taj datum obilježava početak tzv. doba Doba Razdora, koje je trajalo od 220. do 589. godine.

### Doba razdora
Razdor u Kini počinje krajem 2. stoljeća kada se vjerski fanatici obavijeni u žute marame vrše državni udar jer smatraju da je država korumpirana. Pokretač te sekte je Zhang Jiao sa svojom bračom Zhang Bao i Zhang Liang, te se za trjicu braće smatralo da posjeduju moći triju elemenata: vatra, zemlja i zrak.
Vladar Han dinastije je u to vrijeme bilo dijete od samo 9 godina, ali to nije spriječilo da se najmoćnije obitelji, vojskovođe i svi protivnici fanatika vođenih Zhang Jiaom ujedine. Koalicija je napravljena, a vodile su se tri velike bitke dok su fanatici i sam Zhang Jiao pogubljeni. Mir u zemlji je nastupio, ali samo na kratko vrijeme.
Glavnoga zaštitnika mladoga cara, Donga Zhuoua, je moć koju je imao udarila u glavu te je poželio i sam vladati Kinom. Močni vladari pokrajina Kine nisu željeli trpiti tiraniju Dong Zhuoa te Cao Cao sa svojom vojskom kreće na Luo Yang (glavni grad) da skine Dong Zhuoa s prijestolja, ali vojska pod vodstvom Lu Bua ih porazi. Lu Bu je posinak Dong Zhoua, a pratio ga je glas najsnažnijeg ratnika i nemilosrdnog ubojice u Kini. Cao Cao poziva druge regionalne vladare da se koalicija ponovno sastavi ali ovaj put da se oslobodi mladoga cara. Za glavnog generala se odabire Yuan Shao, vladar najbogatije pokrajine i član najuglednije obitelji Yuan.
U borbi pred ulazom u grad, ispred Hu Lao gradskih vrata, se vodila da tada najveća bitka u povijesti Kine. Najistaknutiji u toj borbi su bili, sve do tada anonimni, Liu Bei i negova zavijetna braća Guan Yu i Zhang Fei koji su u vrtu breskvi se zavjetovali kao braća koja će vratiti staru slavu Han dinastije. Oni su zabilježeni u povijesti kao jedini koji su se suprotstavili moćnom Lu Buu te ga poarzili i natjerali u bijeg. Kad je vojska koalicije ušla u Luo Yang, Dong Zhuo naređuje da se grad spali do temelja te bježi.
Koalicija odustaje od proganjanja te smišlja plan kako svijet lišiti Dong Zhuoa a to je moguće samo uz pomoć nekoga moćnog, neustrašivog i bliskog Dong Zhuou - jednoglasno je odlučeno da to mora biti Lu Bu kojemu to ne bi tebalo biti problem kad je već ubio i vlastita oca.
Prvo što je trebalo je napraviti razdor među njima, a zajednička slabost su im žene. Wen Chou, poznati intelektualac, ponudi svoj usluge te svoju kćer koja će poslužiti u smicalici, riječ je o Diao Chan - plesačici neizmjerne ljepote koja prihvaća zadatak bez razmišljanja. Wen Chou poziva Lu Bua k sebi na večeru te ga upoznaje s Diao Chan, s koje cijelu večer nije mogao skinuti pogled te pita njena oca za ruku njegove kćeri - otac pristaje.
Drugi dan, Wen Chou ide Dong Zhuo predstaviti svoju kćer te mu je ponuditi kao ženu koja voli starije i moćne muškarce - što laska Dong Zhuou. Istoga dana, Wen Chou odazi Lu Buu te mu donosi strašnu vijest da si je Dong Zhuo prisvojio Diao Chan te da ju misli oženiti. Lu Bu bijesan bježi iz grada, razočaran što je izgubio prvu i jedinu ženu koju je zavolio. Nedugo kasnije, Diao Chan šalje pismo Lu Buu kako je nezadovoljna i da ona voli samo njega, te da kad bi Dong Zhuo umro da bi bila samo njegova. Lu Bu se vraća u grad i sastaje se s Diao Chan u dvorištu palače kamo ih zagrljene pronalazi Dong Zhuo. Dong Zhuo protjeruje Lu Bua pod kaznom smrti ako se vrati. Lu Bu zatim ubija Dong Zhuoa i odlazi u nepoznato s Diao Chan.
Iako je problem s Dong Zhuom riješen, turbulencije u zemlji ne nedostaje. Cao Cao smatra Yuan Shaoa prijetnjom te planira napad na njegovu puno moćniju vojsku. Liu Bei i njegova braća dobivaju novi dom i područje Xia Pi na upravljanje. Dobar i uvijek velikodušni Liu Bei prihvaća ranjenog Lu Bua i njegovu Diao Chan koji u odsustvu Liu Beia i Guan Yua, a pored nikad trijeznog Zhang Feia preotima dvorac i izbacuje Zhang Feia i njegove sinove. Liu Beiu nije toliko smetalo preotimanje dvorca koliko to što njegove žene i djecu drži kao taoce.
Svjestan svoje nemoćnosti, odlazi Cao Caou u potrazi za pomoći te mu obećava pokrajinu ako spasi obitelj Liu Beia. Cao Cao pristaje te u pomoć šalje rođake i najbolje generale Xiahou Dun i Xiahou Yuan koji zajedno s Liu Beiovom vojskom opkoljavaju Xia Pi dvorac. Generali pod Lu Buom se predaju nad nadmoćnom vojskom koalicije te predaju zarobljene Lu Bua, Diao Chan i generala Zhang Liao koji je stekao divljenje Cao Caoa i Guan Yua još za vrijeme borbe pred Hu Lao vratima. Lu Bu je smaknut na licu mjesta, Diao Chan je puštena na slobodu nakon prepirke Guan Yua i Zhang Feia za njenu ruku, a Zhang Liao je primljen u vojsku pod Cao Caoom.

## Gospodarstvo
Početkom 100. godine Pr.Kr., razvijena je mreža trgovačkih ruta za prijevoz robe između Azije i Europe. Najranija i najteža ruta koja se najčešće upotrebljavala postala je poznata pod nazivom „Put svile“, po cijenjenoj kineskoj odjeći kojom se trgovalo. Rute su polako isčezavale kroz stoljeća, a otkrivanjem morske rute od Europe prema Aziji u kasnom 15. stoljeću, stari putovi su postupno zapušteni zbog nove oceanske trgovine.
Za vrijeme dinastije Han, Kinezi su bili poljoprivrednici. Pšenica i proso su uzgajani na sjeveru Kine, kao što se i uzgajaju stoljećima. Riža, koja daje više kalorija, bila je uzgajana gdje god je bilo dovoljno vode. Kineski farmeri isušivali su močvare, i gradili kanale za navodnjavanje. Za vrijeme vladavine ranih vladara dinastije Han, i dugotrajnog mira koji je vladao u zemlji, poljoprivreda je unaprijeđena i poboljšana je kvaliteta žitarica, a s time se povećala i populacija stanovništva. Za vrijeme blijedih dana Zapadnog Hana, centralna uprava je slabila, a feudalna vojska je držala zemlju u svojim rukama. Tada su radovi na kanalima zapostavljeni, neki i uništeni, a u nekim područjima je zavladala glad.
Za vrijeme dugotrajnog mira, mnogi gradovi su narasli, posebice Luoyang. Trgovci i zanatlije su se organizirali u cehove, tj. članstvo u pojedinom cehu bilo je nužno u mnogim vrstama posla. Cehovi su određivali minimalne cijene, i određivali su plaće i radne satnicu članova ceha. Svaki ceh je imao svoje božanstvo, koje je bilo postavljeno u holu ceha. Isto tako cehovi su bili kao štit društvu od strogih zakona, na koji su znali odgovoriti štrajkom ili zatvaranjem trgovina.
Pod dinastijom Han, neke prirodne i političke barijere koje su odvojile Kinu od ostatka svijeta, bile su prevladane. Veća trgovina, i teritorijalna ekspanzija, doveli su Kinu u kontakt s novim državama i ljudima. Trgovci su prošli iz Kine, kroz centralnu Aziju, do Perzije i Grčkih gradova na obalama Crnog Mora-čak i do Rimskih kolonija na istočnom Mediteranu. Trgovci dinastije Han i strani trgovci prelazili su Yunnan, rijeku Mianmar (prije znana kao Burma), i vraćali su se s dobrima iz Indije i Šri Lanke.
Prema kineskoj povijesti, 166.godine, trgovci iz Daqina (Ta Ch'in), što je kinesko ime za Rim, došli su do Luoyanga, s najavom da su poslani od svoga vladara, navodno cara Marka Aurelija. Tvrdnja može biti kriva, ali bez sumnje se može ustvrditi da je kineska roba, ponajviše svila i krzna, došla do gradova Mediterana Putem svile. Za uzvrat, Han su dobivali konje iz centralne Azije, staklo, bjelokost, drago kamenje i dobru vunu. „Ljudi u Louyangu razbacuju se odjećom, i pretjeruju u hrani i piću.“-napisao je zgađeni promatrač života za vladavine dinastije Han u prvom stoljeću naše ere. Čak su konjušari i konkubine nosili fini brokat, bisere i žad, a istodobno se život seljaka pogoršavao.

## Izumi
O kineskom napretku, govori nam i složeni izum, uređaj izumljen prije više od 18. stoljeća u Kini, je mogao otkriti lagana podrhtavanja na površini zemlje, i isto tako pokazati iz kojeg smjera podrhtavanje tla dolazi. Godine 132., Zhang Heng je napravio prvi seizmograf, u obliku ćupa s osam glava zmaja naokolo ćupa, a svaki drži kuglu u ustima. Ispod svakog zmaja je statua malog žabca s otvorenim ustima. Kad se podrhtavanje ili potres pojavi, čak i na velikoj udaljenosti, mehanizam u ćupu će učiniti da zmaj pusti kuglu u usta žabcu. Koji zmaj ispusti kuglu od njih osam, ujedno pokazuje i smjer od kuda podrhtavanje dolazi. Dakle, stručnjaci u vrijeme Han dinastije mogli su znati da se potres dogodio i gdje.

## Religija i filozofija

### Konfucionizam
Učenja Konfucija ( 551-479.god. pr. Kr.), postala su glavna škola mišljenja za vrijeme dinastije Han. Osnova Konfucijeve etike jest koncept jen, što znači ljubav ili dobrota. Bit Konfucionizma se može sažeti u frazi: „Ne čini drugima, ono što ne bi želio sebi“. Ostale važne vrline Konfucionizma uključuju ispravnost, cjelovitost, i pobožnost. Politički, Konfucionizam je zagovarao vlast u kojoj je vladar dobrohotan, dobročudan, dobronamjeran, a subjekt, tj. podanici, poslušni i pokorni. Konfucije je vjerovao da monarh mora gajiti moralne vrijednosti da bi pružio dobar primjer ljudima. Konfucije je bio poznat po svojim idejama obrazovanja, za koje je vjerovao da su značajna za sve ljude, zanemarujući klase.

### Budizam
Budhha, kao povijesna ličnost je živio u 5.st. pr. Kr., skoro u isto vrijeme kao i Konfucije, u sjevernoj Indiji. Smatrao je da je patnja neodjeljiva od života, a ona pak proizlazi iz požude za materijalnim stvarima svijeta. Jedini način da se pobjegne od patnje jest biti slobodan od želje, a da bi bio slobodan od želje, moraš zaboravit na sebe i služiti drugima, meditirati, i iznad svega živjeti ne vezujući se na materijalna dobra. Tako se jedino može postići Budhhin raj, nirvana.
Prvi budistički monasi su stigli u Kinu trgovačkim rutama, kako spominje Han Shu (Han kronike), u prvom stoljeću nakon Kr., budistički su svećenici sagradili hram u Louyangu pod zaštitom carske obitelji. Tek je u doba razdora budizam stekao naklonost velikog broja Kineza, jer je budističko pesimičnije gledanje na svijet imalo više smisla, od one Konfucionističke da je u ljudskoj prirodi istinska dobrota, naglašavajući odnose vladara i podanika, oca i obitelji, starijih i mlađih, muža i žene. Krajem dinastije Han, zakon preživljavanja je zamijenio Konfucionističke odnose i teorije o ljudskoj dobroti. Tako su Kinezi posvojili Budhhu u svoj panteon bogova. Panteon se sastojao od božjeg suda na nebu, sličan onome carskom na zemlji. Vladao je Jade (Yudi) i njegovi ministri. Postojali su bogovi cehova, planeta, elemenata, zemlje, neba, kiše, a s njima su se nalazili carevi, i svi značajni ljudi koji su živjeli na zemlji.

### Daoizam ili Taoizam
Daoizam je počeo kao filozofski pravac koji je naglašavao individualnu osobnost i strogo je prigovarao na rituale i na određivanje načina života, kojeg je diktirala vlast. „Uistinu mudar vladar, jednostavno ostavlja stvari kakve jesu.“-rekao je Daoist. U danima vladavine dinastije Han, osobna želja za istinskim razumijevanjem prirode i svijeta, karakteristika pravog Daoizma, jest degenerirala u potragu za eliksirom besmrtnosti i panteonom bogova.

## Književnost i umjetnost

### Književnost
U književnosti glavna figura je bio Sima Qian (Ssu-ma Ch'ien), koji je živio od 145 do 90.god. pr. Kr. Njegovo veliko djelo se zove Shiji - Zapisi povijesti. To djelo je kompilacija odlomaka iz originalnih izvora, zajedno sa Siminim komentarima, je postavilo temelje i standarde kineske povijesti i povjesničara od tog vremena pa na dalje. Njegov prikaz povijesti jest većina onoga što znamo o dinastiji Qin i ranom periodu dinastije Han. Isto tako su i četiri knjige Konfucionizma izdane u svom finalnom obliku, to su Lunyu, Daxue, Zhongyong i Mengzi.
Znamo da su i pisali poeziju, složene matematičke zadatke, povijest, golemi rječnik, vladina izvješća, te najraniji sačuvani opći popis stanovništva na svijetu, iz 2.god.n.e.(57.671.400 ljudi). To je bila posljedica izrade papira oko 100. godine. Papir je pravljen od kore crnog duda, i od konoplje, nazivali su ga zhi. Po priči, jedan je eunuh, Cai Lun, 105.god.,ispričao caru Heu, kako se izrađuje papir. Pisali su kistovima i tušem od pigmenta čađe, na drvenim pločicama, komadićima bambusa ili pak na svili, a kineska slova su se promijenila u ona slična današnjim.

### Umjetnost i zagrobni život
Malo je ostalo sačuvane grafike iz doba Han dinastije, a mnogo više znamo o slikarstvu toga doba iz zapisa. Iz tih izvora, čini se da je slikanje bilo poput magije. Prokletstvo bolesti se moglo se prekinuti postavljanjem pravog tipa slike iznad kreveta bolesnika. Često se slikanjem htjelo dočarati, i stoga su se držali moćnim, magične sposobnosti bogova i kulturnih junaka.
Dok su slike većinom nestalo iz doba Hana, arheolozi su pronašli, iz grobnica, keramiku, i modele kuća, hramova, gospode, plemstva, i čak cijelih sela od terakote. Ovi objekti su bili zamjene za važne stvari u životu, i obično su bili glazirani i obojeni. Tipične grobnice su sadržavale minijature omiljenih ljubimaca i sluga, isto tako i izbor predmenta iz života. Iskopine iz plemićkih grobnica, otkrivaju odnos ljudi iz vremena dinastije Han prema životu i smrti, te ljudsku borbu s prirodom. Keramičke figure bile su učestalo izrađivane u Kini za vrijeme dinastije Han (206 Pr.Kr.- 220 A.D.) da bi bile zakopane s pokojncima. Poznate kao ming-chi'i, ove figure su bile obično jako male i često su prikazivale stvarne ljude, npr. glazbenike.

## Društvo

### Klasna struktura
Iako se za vrijeme Hana išlo na centralizaciju, najmoćnije su ipak bile velike zemljoposjedničke obitelji. To je bilo još više naglašeno kad se razvila trgovina u Kini i s drugim zemljama. Uz zemlju, takve obitelji su posjedovale i tvornice ili proizvodne kapacitete, koji su povećavali njihov utjecaj ali i bogatstvo. Trgovačka klasa je dobivala na utjecaju s povećanjem trgovine, dobili su veće društvene mogućnosti, a stoljećima prije toga su bili najniža klasa u kineskom društvenom poretku. Isto tako, utjecaj Konfucijske birokracije, ustrojene po talentu i sposobnosti a ne po porijeklu, omogućavao je velik uspon u socijalnom statusu, za svakog tko je imao vremena da uči za ispite. Zapravo, je vrlo malo seljaka i farmera imalo vremena za učenje, no ovakva prilika nikad prije nije postojala za nekog tko nije bio pripadnik visokog obrazovanog staleža.

### Obiteljska struktura
Osnovna, polazišna točka kineskog društva, kako u vrijeme Hana, tako i prije i nakon, je bila obitelj. Kinezi su vidjeli obitelj kao besmrtnu cjelinu. Glava obitelji, koja je mogla biti i žena, ako je bila najstariji živući član, imala je autokratsku moć, ponekad takvu da je mogla člana obitelji osuditi na smrt, ako je obešćastio obitelj.
Obitelj je bila dužna voditi brigu o svojim članovima, pa je i kazna znala prijeći na sve članove, iako je zlodjelo napravio pojedinac. Svaki je član imao dužnost da poveća čast, ugled, i bogatstvo obitelji, kako prema svojim članovima, tako i prema svojim predcima i budućim potomcima, a izbjegne sramotu i obečašćenje obitelji. Obitelji su se brinule o svojim članovima tako da su brinuli za medicinsko osiguranje, domove za starije, medicinsku njegu itd., iako mnogi to nisu mogli priuštit, to je bio jedan ideal kojeg su sljedili.
U pravnim dokumentima, pronađenim u provinciji Hubei, znamo da su se strogo držali kineske tradicije poštovanja starijih, tako da bi žena koja bi istukla nekog djeda ili baku, bila bačena na tržnicu, tj. sasjekli bi je na komadiće. Čak je i klevetanje starijih osoba bilo kažnjivo smrću, no apsurd je da je muž mogao slobodno istući ženu zbog prigovaranja, i to se nije smatralo zločinom.

## Zaključak
Vrijeme dinastije Han, je bilo razdoblje prosperiteta, kakvo se neće vidjeti ponovno u Kini do dolaska dinastije Tang (T'ang) 618. godine. Kineski Budizam je cvjetao, a Konfucionizam je bio državna doktrina. Mnogi standardi vlasti zadržani su do 20.st., kao što su snažna centralna vlast, koja je vladala uz pomoć snažne i učinkovite birokracije.
Iako je raspadu slijedilo tri stoljeća razdora i rata, dinastija Han je uspjela postaviti standard za sve kasnije vladajuće kineske dinastije. To je priča o jednoj od dviju velesila, koja se na vrhuncu svoje moći oko 100.god. prostirala na teritoriju usporedivim s rimskim. Stilovi dvaju carstava su se u potpunosti razlikovali, rimsko se oslanjalo na ropstvo, dok je napredak hanskog uglavnom počivao na leđima slobodnog seljaštva. „Zapad preuzima svoju tradiciju od Rimljana i Grka, a Kina od dinastije Han.“-Liu Qingzhu, direktor Arheološkog instituta u Pekingu.

## Poveznice
- Wen od Hana, car dinastije Han
- Zheng Ji (dinastija Han), general
- Zhang Liang (Zapadni Han), vojskovođa i državnik
- Yu Jin, vojskovođa s kraja razdoblja
- Xu Shen, filolog
- Wu Han (dinastija Han), vojskovođa
- Cai Wenji, kineska pjesnikinja i glazbenica
- Jing Fang, glazbeni teoretičar i matematičar
- Jia Yi, pjesnik i državnik
- Su Wu, diplomat i državnik

| Prethodnik:   | Dinastija Han 206. pr. Kr. - 220. | Nasljednik:     |
| Dinastija Qin | Dinastija Han 206. pr. Kr. - 220. | Tri kraljevstva |